# Gare de Bergslagsbanans
La gare de Bergslagsbanans est une gare ferroviaire suédoise historique, située à Göteborg dans le Comté de Västra Götaland.  

## Situation ferroviaire
Cette gare servait les trains de Västkustbanan vers l'ouest du pays .

## Histoire
Elle a été conçue par les frères Axel Kumlien et Hjalmar Kumlien en 1881. La gare s'ouvre progressivement à la circulation de 1875 à 1879.
La gare est construite par la Bergslagernas Järnvägar (Chemin de fer Bergslagen, BJ). La crête de la BJ se trouve au-dessus de l'entrée droite de la gare; elle symbolise la ferronnerie et était la marque de la compagnie de chemin de fer. 

## Patrimoine ferroviaire
Selon la RAA: "La gare Bergslagsleden de Göteborg est à la fois le terminus et un symbole impressionnant du plus grand investissement ferroviaire privée de la Suède, (les Bergslagsbanan ou Bergslagsleden, Les chemins de fer (BJ)) en affaires entre les années 1872-1879 (...) La construction du bâtiment a été un projet massif avec des murs porteurs extérieurs et des parois internes de briques. (...) L'extérieur est plâtré avec un retrait lumineux de couleur ornée et de l'ornementation moulée." .
La gare est divisée en les salles d'attente (pour les voyageurs de 1re, 2e et 3e) et un restaurant. Une modification en 1906 a changé le trajets des escaliers principaux à l'intérieur. Le système des corridors (qui se trouvait à l'origine directement à l'intérieur de la façade principale et menant à la salle d'attente de troisième classe) a reçu en 1913 une contrepartie sur la face opposée de l'édifice. La billetterie sera aussi poussée plus loin dans la pièce. Depuis 1930, lorsque les services de passagers ont été transférés à la gare centrale de Göteborg, le bâtiment contenait des bureaux. Plus tard, elle sera utilisée pour d'autres activités.
Une rénovation totale du bâtiment en 2001 a remis la menuiserie, la fonte de fer, le stuc, des portes, des miroirs et d'autres items caractéristiques à un style plus original. Le hall d'entrée, l'escalier principal et quelques autres plus petites parties du bâtiment ont été reconstruits selon une conception plus ancienne ou originale de l'édifice.